# 昆士蘭 (馬里蘭州)
昆士蘭（英語：Queensland）是位於美國馬里蘭州佐治王子縣的一個普查規定居民點。

## 人口
根據2020年美國人口普查的數據，昆士蘭的面積為12.27平方千米，當中陸地面積為12.25平方千米，而水域面積為0.02平方千米。當地共有人口2191人，而人口密度為每平方千米178.57人。